# Джеф Дейвис (окръг, Тексас)
Окръг Джеф Дейвис (на английски: Jeff Davis County) е окръг в щата Тексас, Съединени американски щати. Площта му е 5866 km², а населението - 2207 души (2000). Административен център е населеното място Форт Дейвис.